# Nídia Sukulbembe
Nídia Sukulbembe (Vale da Amoreira, Setúbal, 1997) é uma DJ e produtora musical portuguesa e afrodescendente com raízes em Cabo Verde e Guiné-Bissau.
A sua produção musical propõe repensar o domínio colonial através da dança e da experimentação. O seu primeiro EP Danger foi lançado em 2015 com a editora portuguesa Príncipe Discos, um selo discográfico onde se destacam outros artistas da cena musical portuguesa atual, como Dj Marfox, Dj Nigga Fox, Dj Firmeza, Dj Nervoso, RS Produções. Uma geração de artistas afrodescendentes, com origem nas areas periféricas de Lisboa, que através das tradições sonoras da diáspora negra pós-colonial questionam a colonialidade e a identidade portuguesa.  

## Biografia
Nídia nasceu no Vale da Amoreira, na área periférica da cidade Lisboa, onde começou a dançar e a cantar com um grupo de amigas - Kaninas Squad - inspiradas pela emergência de vários grupos de kuduro com os Buraka Som Sistema.
Em 2011, com 14 anos muda-se para Bordéus, França com a sua família. Foi durante esta etapa, em França, que Nídia começou a experimentar musicalmente com a ferramenta Fruity Loop e a publicar as músicas no plataforma SoundCloud. A través desta partilha foi contatada pelo DJ Marfox e a Principe Discos quando tinha 16 anos para em 2015, lançar o seu primeiro EP Danger com a Príncipe Discos.
A notoriedade internacional chegou em 2017, após o seu segundo EP Nidia é Má, Nídia é Fudida que a levou a atuar em Los Angeles, São Paulo, Ilha da Reunião, Berlim, Viena ou Londres.
Em 2018 voltou para o Vale da Amoreira, nesse mesmo ano ingressou no curso de Comércio e Negócios Internacionais, no ISCAL .

## Discografia
- Danger (Príncipe Discos, 2015)[9]
- Nídia é Má, Nídia é Fudida (Princípe Discos, 2017)[10]
- Não Fales Nela Que A Mentes (Príncipe Discos, 2020)[10]
- S/T (Príncipe Discos, 2020)[11]
- 95 MINDJERES (Príncipe Discos, 2023)[12]

## Reconhecimentos
- Em 2017, Nídia é Má, Nídia é Fudida foi considerado um dos 20 melhores álbuns da música eletrónica pela Rolling Stone[13]
- Em 2023, 95 MINDJERES foi apontado como um dos melhores álbuns do ano pela revista Threshold Magazine[12].